# Lucie Charvátová
Lucie Charvátová (* 1. Februar 1993 in Hradec Králové) ist eine tschechische Biathletin und vormalige Skilangläuferin. Als Skilangläuferin nahm sie an den Skiweltmeisterschaften 2013 teil. Im gleichen Jahr wechselte sie zum Biathlon, wo sie 2016 mit der tschechischen Staffel ihr erstes Weltcuprennen gewann. Nach einer mehrjährigen Schwächephase gewann Charvátová 2019 einen Weltmeistertitel im Sommerbiathlon und holte 2020 die WM-Bronzemedaille im Sprint.

## Sportliche Laufbahn

### Beginn im Skilanglauf und Wechsel zum Biathlon (bis 2015)
Charvátová lebte zunächst mit ihren Eltern im Wintersportort Špindlerův Mlýn im Riesengebirge und fing in ihrer frühen Kindheit mit dem (alpinen) Skifahren an. Später zog die Familie nach Vrchlabí, wo Charvátová mit elf Jahren das Skilanglaufen aufnahm, zunächst bei Krkonoše Vrchlabí, später in der ČKS SKI Jilemnice. 2006 und 2007 gewann sie die Gesamtwertung im tschechischen Schülerpokal, einer Wettkampfserie für Nachwuchstalente unter der Schirmherrschaft der Olympiasiegerin Kateřina Neumannová. Ihre ersten unterklassigen internationalen Skilanglaufrennen bestritt sie gegen Ende des Jahres 2009. Erster Karrierehöhepunkt wurde die Teilnahme an den Europäischen Olympischen Winter-Jugendfestival 2011 in Liberec, wo sie 13. des Klassik-Sprints und 19. über 5 Kilometer Freistil wurde. Es folgten die Nordischen Junioren-Skiweltmeisterschaften 2012 in Erzurum, bei denen Charvátová 31. des Freistil-Sprints und 47. über 5 Kilometer Klassisch wurde. 2013 wurde sie in Liberec jeweils 16. des Klassik-Sprints und über 5 Kilometer Freistil sowie Neunte mit der Staffel. Erster Höhepunkt bei den Frauen wurden die Nordischen Skiweltmeisterschaften 2013 im Val di Fiemme. Charvátová verpasste als 51. im Klassik-Sprint die Finalrennen und wurde 12. mit der Staffel. Zu ihrem einzigen Weltcuprennen kam sie 2013 in Liberec, wo sie mit Petra Novaková 21. des Freistil-Teamsprints wurde.
Im Frühjahr 2013 wechselte Charvátová zum Biathlonsport und geht seitdem für SKP Kornspitz Jablonec nad Nisou an den Start. Als Grund für den Wechsel nannte sie in einem Interview die Popularität des Biathlons und dass sie den Sport wegen der Ungewissheit bis zum letzten Moment als reizvoller empfinde. Ihr internationales Debüt gab sie bei den Juniorinnenrennen der Sommerbiathlon-Weltmeisterschaften 2013 in Forni Avoltri, wo sie die Ränge zwölf im Sprint und neun in der Verfolgung erreichte. Ihr erstes Rennen bei den Frauen bestritt sie zu Beginn der Wintersaison im IBU-Cup in Idre. Im ersten Sprint wurde sie noch 62., im zweiten Sprint einen Tag später gewann sie als 33. erste Punkte. In Beitostølen verbesserte sie ihre Bestleistung in einem Einzel bis auf Rang 14, woraufhin sie eine Woche später ins tschechische Weltcup-Team berufen wurde. Bei ihrem Debüt im Rahmen des Staffelrennens von Le Grand-Bornand erreichte Charvátová an der Seite von Veronika Vítková, Eva Puskarčíková und Gabriela Soukalová als Schlussläuferin der Staffel Rang zehn. Im Sprintrennen verpasste sie als 70. das Verfolgungsrennen um zehn Plätze, da sie bei guten Bedingungen im Stehendanschlag drei Fehler schoss.

### Erste Erfolge im Weltcup und mehrjährige Schwächephase (2015 bis 2019)

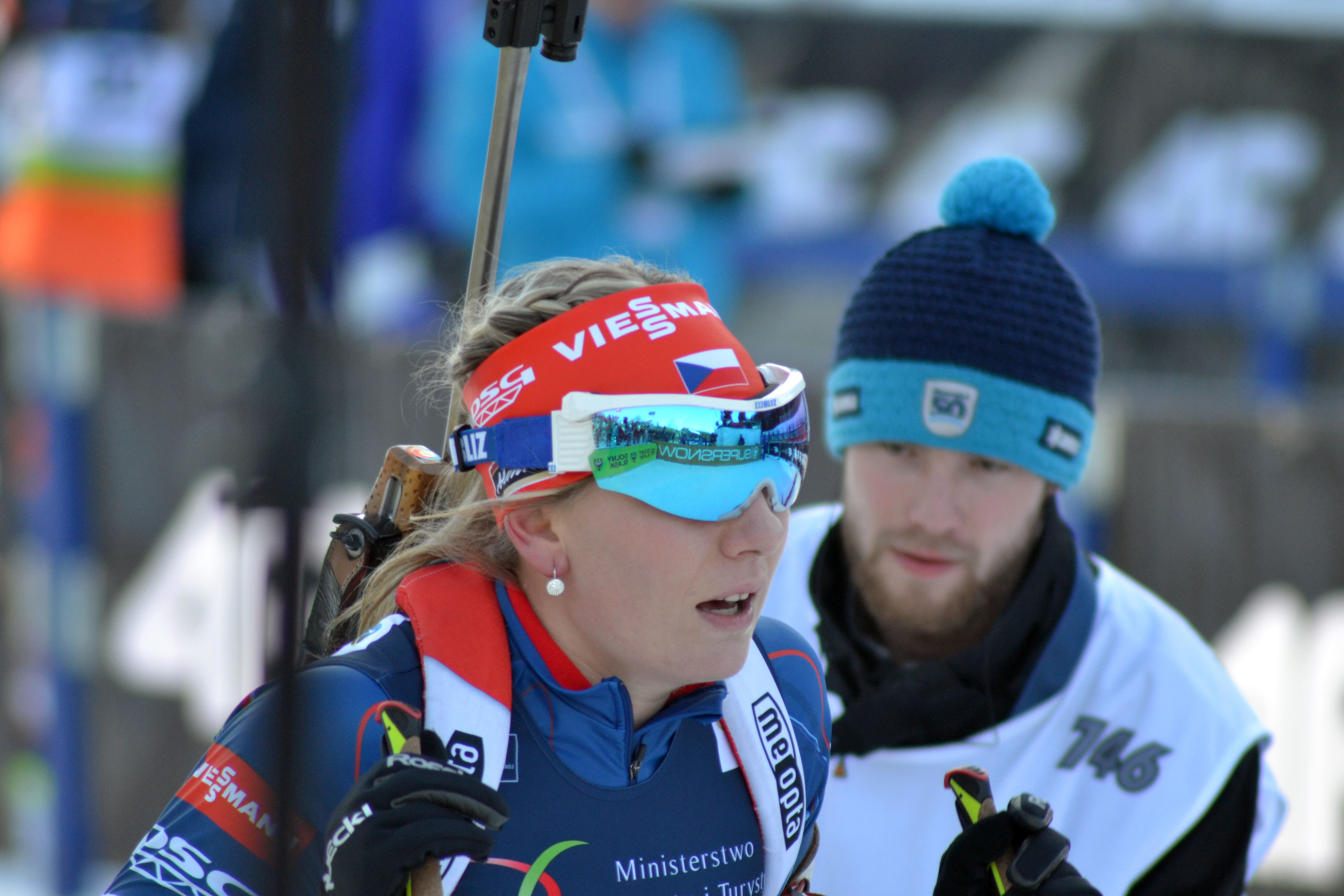
Charvátová bei den Europameisterschaften 2017

In ihrer dritten Saison als Biathletin gehörte Charvátová im Winter 2015/16 erstmals über den gesamten Winter zum tschechischen Weltcupteam, das in der Frauen-Nationenwertung den dritten Platz belegte und mit Gabriela Soukalová die Gesamtweltcupsiegerin stellte. Hinter den zwei bis vier Jahre älteren Soukalová, Veronika Vítková und Eva Puskarčíková war die 23-jährige Charvátová als 31. des Gesamtklassements – mit einem fünften Rang beim Sprint von Hochfilzen als bestem Einzelergebnis – die viertstärkste Sportlerin ihres Landes und fester Bestandteil der tschechischen Staffel. An der Seite von Puskarčíková, Soukalová und Vitková stand sie in Antholz im Januar 2016 als Zweite erstmals auf dem Weltcup-Podium und gewann wenige Wochen später in Presque Isle ihr erstes Rennen in der höchsten internationalen Wettkampfserie. Bei den Weltmeisterschaften am Osloer Holmenkollen gehörte sie an Position drei der Staffel laufend zeitweilig der Spitzengruppe an, verfehlte aber im Stehendschießen sechs von acht Schüssen und fiel nach den daraus resultierenden drei Strafrunden aus den ersten Zehn zurück; letztlich kam das Quartett auf den sechsten Rang. Über den gesamten Winter gesehen zählte Charvátová mit einer Laufleistung, die mehr als drei Prozent unter dem Schnitt des Teilnehmerinnenfeldes lag, zu den zehn schnellsten Biathletinnen im Weltcup, während ihre Schießleistung mit einer Trefferquote von 70 % wesentlich schwächer war als etwa die ihrer Teamkolleginnen. In einem Interview im Oktober 2016 sah sie ihr unausgeglichenes Schießen als größte, in erster Linie mental bedingte Schwäche an.
Charvátovás Trefferquoten stagnierten in den folgenden Jahren, während gleichzeitig ihre Laufleistung nachließ. Ihren typischen Rennverlauf beschrieb sie im Winter 2017/18 dahingehend, dass sich die ersten Kilometer eines Rennens gut anfühlten, sie dann aber übersäuere und zum Ende des Wettkampfs kaum noch Leistung abrufen könne. Später führten Ärzte ihre gesundheitlichen Probleme auf eine Stoffwechselstörung zurück, der Charvátová durch eine Ernährungsumstellung entgegenwirkte und die sie 2019 öffentlich machte. 2017/18 erreichte sie bei keinem ihrer sieben Weltcupstarts die ersten 60 Plätze, fand keine Berücksichtigung im sechs Biathletinnen umfassenden Olympiakader Tschechiens für die Winterspiele in Pyeongchang und beendete ihre Saison vorzeitig. Im Folgewinter lief Charvátová in vier Weltcuprennen in die Punkteränge der besten 40, war aber als 81. des Gesamtklassements weit von den Leistungen der vier Jahre jüngeren Markéta Davidová entfernt, die in der Wettkampfserie viermal auf das Podium kam und – nach dem Rückzug Gabriela Koukalovás – die Rolle der stärksten tschechischen Biathletin einnahm.

### WM-Bronze im Sprint (seit 2019)
Im August 2019 wurde Charvátová Sommerbiathlon-Weltmeisterin im Sprint auf Rollskiern. Sie beendete das Rennen (in Abwesenheit der Biathletinnen etwa aus Norwegen, Frankreich und Deutschland) zeitgleich mit der Russin Jekaterina Glaysrina, nachdem sie zuvor bereits die Silbermedaille hinter Walentyna Semerenko im Supersprint gewonnen hatte. Zum Auftakt des Winters 2019/20 erreichte sie als Sechste des Sprints bei der zweiten Weltcupstation in Hochfilzen ihr bis dahin zweitbestes Karriereresultat. Sie hatte 29,3 Sekunden Rückstand auf die Siegerin Dorothea Wierer, die wie sie einen von zehn Schüssen nicht getroffen hatte. Einen Grund für das Ende ihres Leistungstiefs sah Charvátová – neben der erfolgreichen Langzeitbehandlung ihrer Stoffwechselstörung – in dem Trainingsstil des neuen, seit 2018 amtierenden Nationaltrainers Egil Gjelland und der besseren Teamatmosphäre. Wenngleich ihre Schießergebnisse über die Saison wenig konstant blieben und sie vor allem in Staffelrennen regelmäßig viele Scheiben verfehlte, etablierte sich Charvátová mit wiederholten Top-40-Ergebnissen unter den besten Biathletinnen im Weltcup und qualifizierte sich in vier von fünf Rennen für einen der 30 Startplätze im Massenstart. Am Saisonende belegte sie Position 27 im Gesamtweltcup. Bei den Weltmeisterschaften von Antholz im Februar 2020 erzielte sie das bis dahin beste Ergebnis ihrer Laufbahn und gewann mit einem Schießfehler die Bronzemedaille im Sprint hinter Marte Olsbu Røiseland und Susan Dunklee. Im WM-Staffelrennen übergab sie an zweiter Position – nach der Nutzung aller sechs Nachladepatronen, aber ohne Strafrunde – an die Schlussläuferin Eva Kristejn Puskarčíková, die auf dem vierten Platz ins Ziel kam.

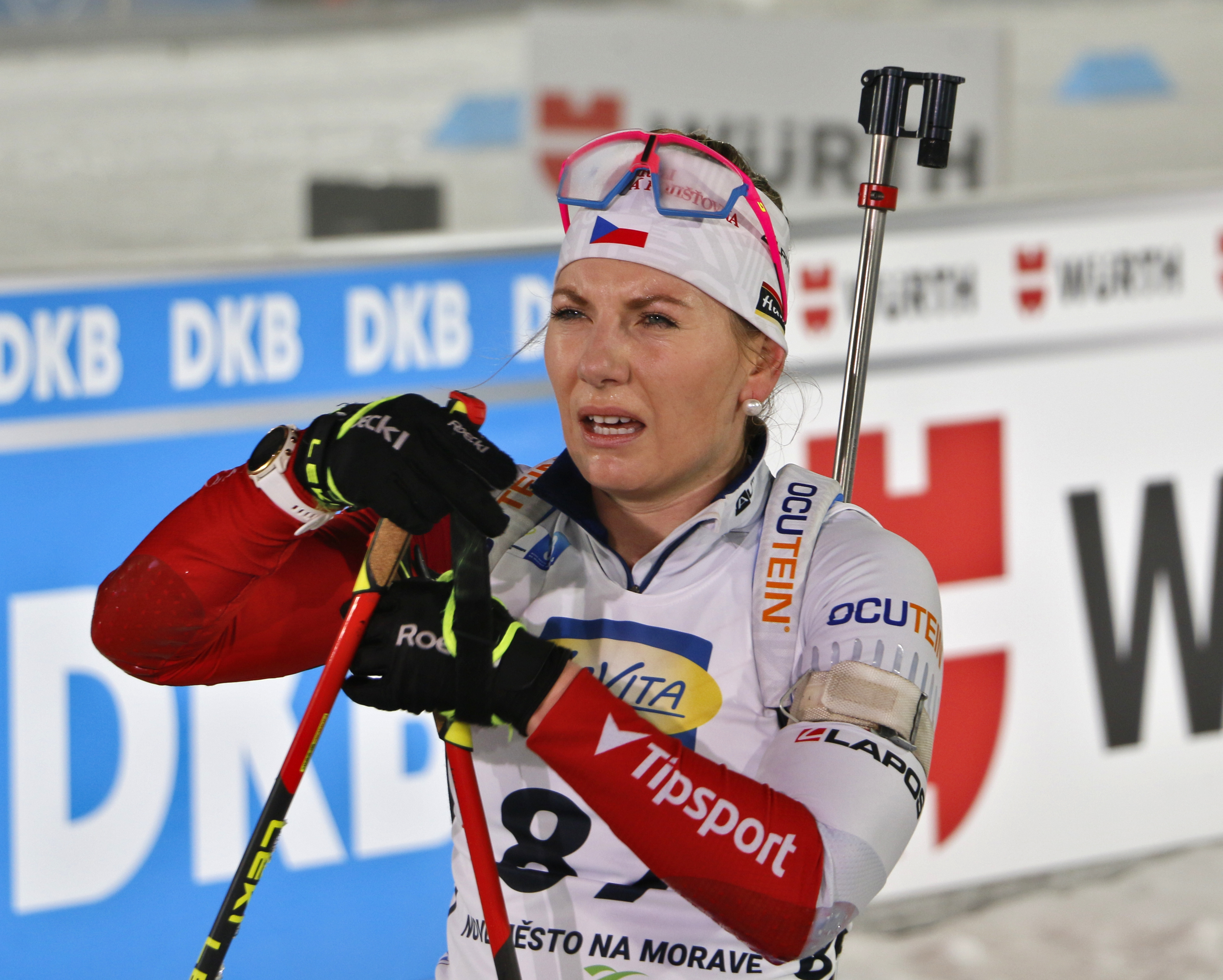
Lucie Charvátová in Nové Město (2024)

In den Weltcuprennen der Saisons 2020/21 bis 2022/23 erreichte Charvátová unregelmäßig die Punkteränge der besten 40 und belegte in den jeweiligen Gesamtwertungen der Wettkampfserie die Plätze 48, 73 und 75. Als Schlussläuferin der tschechischen Staffel kam sie in mehreren Wettbewerben unter die Top Ten. Beim Staffelrennen in Antholz im Januar 2022 lag Charvátová in der vorletzten Runde gemeinsam mit Ingrid Landmark Tandrevold in Führung, verlor dann aber durch einen Sturz den Anschluss an die Norwegerin und fiel im Ziel auf den sechsten Rang zurück. Im Dezember 2022 sagte sie, dass sie wieder – wie schon fünf Jahre zuvor – mit einer Stoffwechselstörung zu kämpfen habe. Nach dem Winter 2022/23 verlor Charvátová ihren Platz im tschechischen A-Kader und trainierte im Sommer 2023 stattdessen mit dem von Jiří Holubec betreuten B-Team. Außerdem wechselte sie die Skimarke und startete 2023/24 als einzige Biathletin im Weltcup mit Skiern von Kästle. Als bestes Saisonergebnis erreichte sie einen achten Rang beim Weltcupsprint in Ruhpolding, im Gesamtweltcup belegte sie Platz 32.

## Persönliches
Charvátová ist Profisportlerin und verbringt einen Großteil des Jahres – zehn bis elf Monate – mit Training und Wettkämpfen. Gleichzeitig erklärte sie 2020 in einem Interview, Bildung habe für sie eine hohe Priorität und sie sehe das Lernen als Leidenschaft und Form der Ablenkung vom Sport; beides habe sie über ihre gesamte Laufbahn mit Fleiß und Selbstdisziplin verbunden. Nach ihrem Schulabschluss studierte Charvátová im Fernstudium sieben Jahre Wirtschaftswissenschaften an der Technischen Universität Liberec und schloss das Studium im Sommer 2020 mit einer Masterarbeit ab, in der sie in Zusammenarbeit mit dem Tschechischen Olympischen Komitee eine Kosten-Nutzen-Analyse für einen gemeinnützigen Olympiapark aufstellte. Im gleichen Jahr begann sie das Studium für einen Master of Business Administration (MBA) in Sportmanagement an der VŠTVS Palestra, einer Sporthochschule in Prag.

## Statistik

### Weltcupplatzierungen
Die Tabelle zeigt alle Platzierungen (je nach Austragungsjahr einschließlich Olympische Spiele und Weltmeisterschaften).
- 1.–3. Platz: Anzahl der Podiumsplatzierungen
- Top 10: Anzahl der Platzierungen unter den ersten zehn (einschließlich Podium)
- Punkteränge: Anzahl der Platzierungen innerhalb der Punkteränge (einschließlich Podium und Top 10)
- Starts: Anzahl gelaufener Rennen in der jeweiligen Disziplin
- Staffel: inklusive Mixed- und Single-Mixed-Staffeln

| Platzierung               | Einzel | Sprint | Verfolgung | Massenstart | Staffel | Gesamt |
| ------------------------- | ------ | ------ | ---------- | ----------- | ------- | ------ |
| 1. Platz                  |        |        |            |             | 1       | 1      |
| 2. Platz                  |        |        |            |             | 1       | 1      |
| 3. Platz                  |        | 1      |            |             | 2       | 3      |
| Top 10                    |        | 5      |            |             | 32      | 37     |
| Punkteränge               | 6      | 30     | 21         | 7           | 41      | 105    |
| Starts                    | 25     | 75     | 39         | 7           | 41      | 187    |
| Stand: Saisonende 2023/24 |        |        |            |             |         |        |

### Olympische Winterspiele
Ergebnisse bei Olympischen Winterspielen:
|                                        | Einzelwettbewerbe | Einzelwettbewerbe | Einzelwettbewerbe | Einzelwettbewerbe | Staffelwettbewerbe | Staffelwettbewerbe |
| Sprint                                 | Verfolgung        | Einzel            | Massenstart       | Damenstaffel      | Mixedstaffel       |                    |
| -------------------------------------- | ----------------- | ----------------- | ----------------- | ----------------- | ------------------ | ------------------ |
| Olympische Winterspiele 2022 \| Peking | 25.               | 34.               | 19.               | 28.               | 8.                 | –                  |

### Weltmeisterschaften
Ergebnisse bei Biathlon-Weltmeisterschaften:
| Weltmeisterschaften | Weltmeisterschaften | Einzel | Sprint | Verfolgung | Massenstart | Staffel | Mixedstaffel | Single-Mixedstaffel |
| Jahr                | Ort                 | Einzel | Sprint | Verfolgung | Massenstart | Staffel | Mixedstaffel | Single-Mixedstaffel |
| ------------------- | ------------------- | ------ | ------ | ---------- | ----------- | ------- | ------------ | ------------------- |
| 2016                | Oslo                | 45.    | 33.    | 18.        | –           | 6.      | –            |                     |
| 2017                | Hochfilzen          | 82.    | 32.    | 34.        | –           | –       | –            |                     |
| 2019                | Östersund           | –      | 71.    | –          | –           | –       | –            | –                   |
| 2020                | Antholz             | 46.    | 3.     | 42.        | 29.         | 4.      | –            | –                   |
| 2021                | Pokljuka            | 48.    | 71.    | –          | –           | 10.     | 11.          | –                   |
| 2023                | Oberhof             | 39.    | 59.    | 41.        | –           | 7.      | –            | –                   |
| 2024                | Nové Město          | 71.    | 40.    | LAP        | –           | 7.      | –            | –                   |